# 39e cérémonie des Golden Globes
La 39e cérémonie des Golden Globes a eu lieu le 30 janvier 1982, récompensant les films et séries diffusés en 1981 et les professionnels s'étant distingués cette année-là.

## Palmarès
Les lauréats sont indiqués ci-dessous en premier de chaque catégorie et en caractères gras.

### Cinéma

#### Meilleur film dramatique
- La Maison du lac (On Golden Pond)
  - La Maîtresse du lieutenant français (The French Lieutenant's Woman)
  - Reds
  - Ragtime
  - Le Prince de New York (Prince of the City)

#### Meilleur film musical ou comédie
- Arthur
  - Les Quatre Saisons (The Four Seasons)
  - Tout l'or du ciel (Pennies from Heaven)
  - S.O.B.
  - Chicanos story (Zoot suit)

#### Meilleur réalisateur
- Warren Beatty pour Reds
  - Miloš Forman pour Ragtime
  - Sidney Lumet pour Le Prince de New York (Prince of the City)
  - Louis Malle pour Atlantic City
  - Mark Rydell pour La Maison du lac (On Golden Pond)
  - Steven Spielberg pour Les Aventuriers de l'arche perdue (Raiders of the Lost Ark)

#### Meilleur acteur dans un film dramatique
- Henry Fonda pour le rôle de Norman Thayer dans La Maison du lac (On Golden Pond)
  - Warren Beatty pour le rôle de John Silas Reed dans Reds
  - Timothy Hutton pour le rôle du Cadet Commandant Brian Moreland dans Taps
  - Burt Lancaster pour le rôle de Lou dans Atlantic City
  - Treat Williams pour le rôle de Danny Ciello dans Le Prince de New York (Prince of the City)

#### Meilleure actrice dans un film dramatique
- Meryl Streep pour le rôle de Sarah / Anna dans La Maîtresse du lieutenant français (The French Lieutenant's Woman)
  - Sally Field pour Absence de malice (Absence of Malice)
  - Katharine Hepburn pour La Maison du lac (On Golden Pond)
  - Diane Keaton pour Reds
  - Sissy Spacek pour L'Homme dans l'ombre (Raggedy Man)

#### Meilleur acteur dans un film musical ou une comédie
- Dudley Moore pour le rôle d'Arthur Bach dans Arthur
  - Alan Alda pour le rôle de Jack Burroughs dans Les Quatre Saisons (The Four Seasons)
  - George Hamilton pour le rôle de Don Diego de la Vega/Bunny Wigglesworth... dans La Grande Zorro (Zorro, The Gay Blade)
  - Steve Martin pour le rôle d'Arthur dans Tout l'or du ciel (Pennies from Heaven)
  - Walter Matthau pour le rôle de Dan Snow dans First Monday in October

#### Meilleure actrice dans un film musical ou une comédie
- Bernadette Peters pour le rôle d'Eileen Everson dans Tout l'or du ciel (Pennies from Heaven)
  - Blair Brown pour le rôle de Nell Porter dans Continental Divide
  - Carol Burnett pour le rôle de Kate Burroughs dans Les Quatre Saisons (The Four Seasons)
  - Jill Clayburgh pour le rôle de Ruth Loomis dans First Monday in October
  - Liza Minnelli pour le rôle de Linda Marolla dans Arthur

#### Meilleur acteur dans un second rôle
- John Gielgud pour le rôle de Hobson dans Arthur
  - James Coco pour le rôle de Jimmy dans Only When I Laugh
  - Jack Nicholson pour le rôle d'Eugene O'Neill dans Reds
  - Howard E. Rollins Jr. pour le rôle de Coalhouse Walker Jr. dans Ragtime
  - Orson Welles pour le rôle du Juge Rauch dans Butterfly

#### Meilleure actrice dans un second rôle
- Joan Hackett pour le rôle de Toby Landau dans Only When I Laugh
  - Jane Fonda pour le rôle de Chelsea Thayer Wayne dans La Maison du lac (On Golden Pond)
  - Kristy McNichol pour le rôle de Polly dans Only When I Laugh
  - Maureen Stapleton pour le rôle d'Emma Goldman dans Reds
  - Mary Steenburgen pour le rôle de la mère dans Ragtime

#### Meilleur scénario
- La Maison du lac (On Golden Pond) – Ernest Thompson
  - Absence de malice (Absence of Malice) – Kurt Luedtke
  - La Maîtresse du lieutenant français (The French Lieutenant's Woman) – Harold Pinter
  - Les Quatre Saisons (The Four Seasons) – Alan Alda
  - Reds – Warren Beatty et Trevor Griffiths

#### Meilleure chanson originale
- "Arthur's Theme (Best That You Can Do)" interprétée par Christopher Cross – Arthur
  - "Endless Love" interprétée par Lionel Richie – Un amour infini (Endless Love)
  - "For Your Eyes Only" interprétée par Sheena Easton – Rien que pour vos yeux (For Your Eyes Only)
  - "It's Wrong For Me To Love You" interprétée par Pia Zadora – Butterfly
  - "One More Hour" interprétée par Randy Newman – Ragtime

#### Meilleure musique de film
Non décerné

#### Meilleur film étranger
- Les Chariots de feu (Chariots of Fire) •  Royaume-Uni
  - Atlantic City •  France /  Canada
  - Das Boot •  Allemagne de l'Ouest
  - Gallipoli •  Australie
  - Pixote, la loi du plus faible (Pixote, a Lei do Mais Fraco) •  Brésil

#### Révélation de l'année (hommes et femmes)
La récompense avait déjà été décernée.

Un seul trophée
- Pia Zadora pour le rôle de Kady Tyler dans Butterfly
  - Elizabeth McGovern pour le rôle d'Evelyn Nesbit Thaw dans Ragtime
  - Howard E. Rollins Jr. pour le rôle de Coalhouse Walker Jr. dans Ragtime
  - Kathleen Turner pour le rôle de Matty Walker dans La Fièvre au corps (Body Heat)
  - Rachel Ward pour le rôle de Dominoe dans L'Anti-gang (Sharky's Machine)
  - Craig Wasson pour le rôle de Danilo Prozor dans Georgia (Four Friends)

### Télévision
Note : le symbole « ♕ » rappelle le gagnant de l'année précédente (si nomination).

#### Meilleure série dramatique
- Capitaine Furillo (Hill Street Blues)
  - Dallas
  - Dynastie (Dynasty)
  - Pour l'amour du risque (Hart to Hart)
  - Lou Grant

#### Meilleure série musicale ou comique
- Meilleure série télévisée musicale ou comique :
  - M*A*S*H
    - Barbara Mandrell and the Mandrell Sisters
    - La croisière s'amuse (The Love Boat)
    - Private Benjamin (en)
    - Taxi ♕
- Meilleure émission spéciale musicale ou de variétés :
  - The Kennedy Center Honors: A Celebration
    - The Kennedy Center Honors: A Celebration of the Performing Arts
    - Diana
    - Lily: Sold Out
    - A Lincoln Center Special: Beverly!

#### Meilleure mini-série ou meilleur téléfilm
La récompense avait déjà été décernée.

La catégorie change de nom
(ex æquo)
- Bill
- À l'est d'Eden (East of Eden)
  - Les feux de la passion (Murder in Texas)
  - Masada
  - Loin de chez soi (A Long Way Home)

#### Meilleur acteur dans une série dramatique
- Daniel J. Travanti pour le rôle du capitaine Frank Furillo dans Capitaine Furillo (Hill Street Blues)
  - Edward Asner pour le rôle de Lou Grant dans Lou Grant
  - John Forsythe pour le rôle de Blake Carrington dans Dynastie (Dynasty)
  - Larry Hagman pour le rôle de JR Ewing dans Dallas
  - Tom Selleck pour le rôle de Thomas Sullivan Magnum IV dans Magnum (Magnum, P.I.)

#### Meilleure actrice dans une série dramatique
(ex æquo)
- Joan Collins pour le rôle d'Alexis Morrell Carrington dans Dynastie (Dynasty)
- Linda Evans pour le rôle de Krystle Carrington dans Dynastie (Dynasty)
  - Morgan Fairchild pour le rôle de Constance Weldon Semple Carlyle dans Flamingo Road
  - Barbara Bel Geddes pour le rôle de Miss Ellie Ewing dans Dallas
  - Linda Gray pour le rôle de Sue Ellen Ewing dans Dallas
  - Stefanie Powers pour le rôle de Jennifer Hart dans Pour l'amour du risque (Hart to Hart)

#### Meilleur acteur dans une série musicale ou comique
- Alan Alda pour le rôle de Benjamin Pierce dans M*A*S*H ♕
  - Judd Hirsch pour le rôle d'Alex Rieger dans Taxi
  - Gavin MacLeod pour le rôle du Capt. Merrill Stubing dans La croisière s'amuse (The Love Boat)
  - Tony Randall pour le rôle de Sidney Shore dans Love, Sidney
  - James Garner pour le rôle de Bret Maverick dans Maverick

#### Meilleure actrice dans une série musicale ou comique
- Eileen Brennan pour le rôle du Capitaine Doreen Lewis dans Private Benjamin (en)
  - Barbara Mandrell pour le rôle de  dans Barbara Mandrell and the Mandrell Sisters
  - Bonnie Franklin pour le rôle de Ann Romano Royer dans Au fil des jours (One Day at a Time)
  - Loni Anderson pour le rôle de Jennifer Elizabeth Marlowe dans WKRP in Cincinnati
  - Loretta Swit pour le rôle du Major Margaret « Lèvres en feu » Houlihan dans M*A*S*H

#### Meilleur acteur dans une mini-série ou un téléfilm
Nouvelle catégorie
- Mickey Rooney pour le rôle de Bill Sackter dans Bill
  - Dirk Bogarde pour le rôle de Roald Dahl dans L’Histoire de Patricia Neal (The Patricia Neal Story)
  - Timothy Hutton pour le rôle de Donald Branch Booth dans Loin de chez soi (A Long Way Home)
  - Danny Kaye pour le rôle de Max Feldman dans Skokie, le village de la colère (Skokie)
  - Peter O'Toole pour le rôle de Lucius Flavius Silva dans Masada
  - Ray Sharkey pour le rôle de Bill Carney dans The Ordeal Of Bill Carney
  - Peter Strauss pour le rôle d'Eleazar Ben Yair dans Masada

#### Meilleure actrice dans une mini-série ou un téléfilm
Nouvelle catégorie
- Jane Seymour pour le rôle de Cathy dans À l'est d'Eden (East of Eden)
  - Ellen Burstyn pour le rôle de Jean Harris dans The People vs. Jean Harris
  - Glenda Jackson pour le rôle de Patricia Neal dans Acte d'amour (The Patricia Neal Story)
  - Joanne Woodward pour le rôle d'Elizabeth Huckaby dans Crisis at Central High
  - Jaclyn Smith pour le rôle de Jacqueline Kennedy dans Jackie Kennedy (Jacqueline Bouvier Kennedy)

#### Meilleur acteur dans un second rôle dans une série, une mini-série ou un téléfilm
- John Hillerman pour le rôle de Jonathan Higgins dans Magnum (Magnum, P.I.)
  - Danny DeVito pour le rôle de Louie De Palma dans Taxi
  - Hervé Villechaize pour le rôle de Tattoo dans L'Île fantastique (Fantasy Island)
  - Vic Tayback pour le rôle de Mel Sharples dans Alice ♕
  - Pat Harrington Jr. pour le rôle de Dwayne Schneider dans Au fil des jours (One Day at a Time) ♕

#### Meilleure actrice dans un second rôle dans une série, une mini-série ou un téléfilm
- Valerie Bertinelli pour le rôle de Barbara Cooper dans Au fil des jours (One Day at a Time) ♕
  - Beth Howland pour le rôle de Vera Louise Gorman dans Alice
  - Danielle Brisebois pour le rôle de Stephanie Mills dans Archie Bunker's Place
  - Lauren Tewes pour le rôle de Julie McCoy dans La croisière s'amuse (Love Boat)
  - Marilu Henner pour le rôle d'Elaine Nardo dans Taxi

### Cecil B. DeMille Award
- Sidney Poitier

### Miss Golden Globe
- Laura Dern

## Récompenses et nominations multiples

### Nominations multiples

#### Cinéma
7  : Reds, Ragtime
 6  : La Maison du lac
 5  : Arthur
 4  : Les Quatre Saisons
 3  : Butterfly, Only When I Laugh, Tout l'or du ciel, La Maîtresse du lieutenant français, Atlantic City, Le Prince de New York
 2  : First Monday in October, Absence de malice

#### Télévision
4  : Dynastie, Dallas, Taxi
 3  : M*A*S*H, Au fil des jours, Masada, La croisière s'amuse
 2  : Capitaine Furillo, Bill, À l'est d'Eden, Private Benjamin (en), Magnum, Loin de chez soi, The Kennedy Center Honors: A Celebration, Alice, Barbara Mandrell and the Mandrell Sisters, Lou Grant, Pour l'amour du risque

#### Personnalités
3  : Warren Beatty
 2  : Timothy Hutton, Howard E. Rollins Jr., Pia Zadora

### Récompenses multiples

#### Cinéma
4 / 5 : Arthur
3 / 6 : La Maison du lac

#### Télévision
2 / 2 : Capitaine Furillo, Bill, À l'est d'Eden
2 / 3 : M*A*S*H
2 / 4 : Dynastie

#### Personnalités
Aucune

### Les grands perdants

#### Cinéma
0 / 7  : Ragtime
 1 / 7  : Reds

#### Télévision
0 / 4 : Dallas, Taxi